# Unione dei comuni dell'Appennino Bolognese
Unione dell'Appennino Bolognese è un'Unione di comuni costituita nel 2013 che aggrega undici comuni. Ne fanno parte Castel di Casio, Castel d’Aiano, Castiglione dei Pepoli, Gaggio Montano, Grizzana Morandi, Marzabotto, Monzuno, San Benedetto Val di Sambro, Vergato, Camugnano e Lizzano in Belvedere.
Ha una popolazione di 48 545 abitanti e si estende su una superficie di 742 km².
La sede dell'Unione è in Piazza della Pace, 4 a Vergato; il suo presidente è Maurizio Fabbri.

## Funzioni
Tra le principali funzioni attribuite dai comuni aderenti all'Unione, vi sono: gestione del personale, informatica, sportello unico delle attività produttive (SUAP), servizi sociali, sismica, difesa del suolo, ufficio forestazione, centrale unica di committenza, protezione civile.